# Coscinida propinqua
Coscinida propinqua là một loài nhện trong họ Theridiidae.
Loài này thuộc chi Coscinida. Coscinida propinqua được František Miller miêu tả năm 1970.